# Somsois

Somsois este o comună în departamentul Marne, Franța. În 2009 avea o populație de 180 de locuitori.